# Body Moves (DNCE-dal)
A Body Moves című dal az amerikai DNCE csapat 2016. szeptember 30-án megjelent kislemeze az azonos címet viselő DNCE című stúdióalbumról. A dalt Joe Jonas írta Rami Yacoubbal, illetve Albin Nedler és Kristoffer Fogelmark is közreműködött a dalban, és a produceri munkákban. A dalt a Republic Records kiadó jelentette meg.

## Videóklip
A promóciós videóklipet 2016. október 11-én mutatták be, melyet Hannah Lux Davis rendezett. A videót a kritikusok provokatívként jellemezték, mivel Charlotte McKinney a zenekar tagjaival, és az alig öltözött táncosokkal flörtöl.

## Élő bemutató
2016. augusztus 26-án a csapat fellépett a The Today Show című reggeli műsorban, ahol előadták a Cake By The Ocean és a Toothbrush dalokat.

## Slágerlista
| Slágerlista (2016–17)                       | Legmagasabb helyezés |
| ------------------------------------------- | -------------------- |
| Australia (ARIA)                            | 62                   |
| Belgium (Ultratip Wallonia)                 | 5                    |
| Magyarország (Rádiós Top 40)                | 30                   |
| Magyarország (Single Top 40)                | 34                   |
| Japán (Billboard Japan Hot 100)             | 46                   |
| Japan Hot Overseas (Billboard)              | 2                    |
| Mexico Ingles Airplay (Billboard)           | 8                    |
| New Zealand Heatseekers (Recorded Music NZ) | 2                    |
| Skócia (Scottish Singles Top 40)            | 42                   |
| Szlovákia (Rádio Top 100)                   | 89                   |
| Svédország (Sverigetopplistan)              | 96                   |
| Egyesült Királyság (UK Singles Chart)       | 99                   |
| US Hot Dance Club Songs (Billboard)         | 2                    |
| US Mainstream Top 40 (Billboard)            | 30                   |

## Megjelenések
| Ország           | Dátum               | Formátum           | Kiadó     | Ref.   |
| ---------------- | ------------------- | ------------------ | --------- | ------ |
| Az egész világon | 2016. szeptember 30 | Digitális letöltés | Republic  | [ 18 ] |
| Egyesült Államok | 2016. október 4.    | Rádiós premier     | Republic  |        |
| Egyesült Államok | 2016. október 17.   | Rádiós premier     | Republic  | [ 19 ] |
| Olaszország      | 2016. november 4.   | Rádiós premier     | Universal | [ 20 ] |